# Турдиев, Содикжон
Содикжон Турдиев (узб. Turdiev, Sodikjon; род. в 1952 году, Андижанская область, Узбекская ССР) — узбекский хозяйственный деятель и экономист. В 2012 году награждён званием Герой Узбекистана.

## Биография
Родился в Шахриханском районе Андижанской область. В 1975 году закончил Ташкентский институт народного хозяйства, экономист. В 2010—2013 был депутатом Асакинского районного Кенгаша народных депутатов (Андижанская область). До 2012 года руководил фермерским хозяйством «Асака жилоси». C 11.2012 — Председатель Совета фермеров Узбекистана. В 2015—2017 — депутат — Заместитель Спикера Законодательной палаты Олий Мажлиса — член Комитета по аграрным и водохозяйственным вопросам. С января 2015 — руководитель парламентской фракцией УзЛиДеП. 2 декабря 2013 по 8 августа 2017 — председатель исполнительного комитета Политического совета Либерально-демократической партии Узбекистана. С 2015 года был заместителем спикера Законодательной палаты Олий Мажлиса. С августа 2017 по январь 2020 — хоким Жалакудукского района Андижанской области. C января 2020 — председатель правления Республиканского фонда «Нуроний». C 19.02.2020 — зам Министра махалли и семьи РУз.

## Награды
- Герой Узбекистана (23.08.2012)[4]